# Райт, Саймон
Саймон Райт (англ. Simon Wright; род. 19 июня 1963, Олдем, Большой Манчестер) — британский барабанщик, известный по работе в группах AC/DC и Dio.

## Биография
На барабанах начал играть ещё в детстве. Влияние на него оказали Кози Пауэл, Томми Олдридж и Джон Бонэм.
Профессиональную карьеру он начал в группе «A II Z», которая была основана в 1979 году в Манчестере и принадлежала к новой волне британского хеви-метала. Группа набирала популярность, став довольно известной в родном Манчестере. Группе также удалось подписать контракт с «Polydor Records». Однако через некоторое время группа распадается.
В 1983 году Саймон становится барабанщиком AC/DC взамен ушедшего Фила Радда. С участием Райта было записано три альбома: Fly on the Wall, Who Made Who и Blow Up Your Video. Райт покинул группу в 1989 году и был заменён Крисом Слэйдом. После этого Райт играет в группе Rhino Bucket.
Райт также играл в группе Dio в 1990-91 годах и с 1998 по 2010. С его участием записаны альбомы Lock Up the Wolves, Magica, Killing the Dragon, Master of the Moon, Evil or Divine - Live In New York City и Holy Diver - Live.
Помимо игры в группах он также сотрудничал с UFO, Michael Schenker Group и John Norum.
На вопрос о самых знаменательных событиях в его жизни Саймон отвечает следующее:

На самом деле, их было три. Во-первых, когда я играл в AC/DC, моя семья пришла на шоу в городке Касл-Донингтон. Моя утомительная, тяжёлая работа наконец окупилась, и я никогда не забуду этот день… замечательно. Также, шесть выступлений в Чикаго с UFO… И, в-третьих, когда Ронни получал премию на фестивале Ваккен — мы стояли на сцене, и 40 000 поклонников пели Dio. Мы гордимся этим моментом!
Оригинальный текст (англ.)What is the proudest moment in your career?

There are three actually. When I was in AC/DC my family came to see the show at Castle Donington. All my hard slog had finally paid off and I'll never forget that day... marvellous. Also playing six nights in Chicago with UFO... and thirdly, Ronnie receiving his lifetime acheivement award at Wacken festival - we stood there on the stage, with 40,000 fans singing Dio. A very proud moment for us all!
— Get Ready To Roll - 16th September 2007

## Дискография
AC/DC
- Fly on the Wall (1985)
- Who Made Who (1986)
- Blow Up Your Video (1988)

Dio
- Lock Up the Wolves (1990)
- Magica (2000)
- Killing the Dragon (2002)
- Master of the Moon (2004)

Rhino Bucket
- Pain (1994)
- PAIN & Suffering (2007)
- The Hardest Town (2009)

другие
- Джон Норум — Worlds Away (1996)
- Тим «Ripper» Оуэнс — Play My Game (2009)
- Mogg/Way — Chocolate Box (1999)